# Racer
Racer je počítačová hra z Holandska. Jejím autorem je Ruud van Gaal a společnost Market Graph. Ti jsou ale pouze autory fyzikálního modelu a jádra hry, tratě a auta vytvářejí sami hráči a fanoušci hry. Hra klade velký důraz na realistické chování vozu. Instalační balíček, který je možné stáhnout zdarma, zabírá asi 10 MB a obsahuje samotnou hru, jedno auto (Lamborghini Murciélago, dříve Alpine A110), jednu trať (Carlswood) a editor na vytváření vlastních aut a tratí. Hra ve stabilní verze neobsahuje hru proti počítači, tuto funkci má jen betaverze. Možné je tedy pouze jezdit po trati nebo hrát proti jiným hráčům.
Hra je ke stažení zdarma.

## Historie
S prací se začalo 5. srpna 2000 a první verze (0.5.0) pro Windows, Mac a Linux byla dokončena 3. března 2003. V srpnu 2008 se objevila verze 0.6.0 a v prosinci téhož roku verze 0.7.0. V dubnu 2009 byla vydána verze 0.8.0. Nejnovější stabilní verze je 0.8.8 z 24. prosince 2009.